# São Gião
São Gião es una freguesia portuguesa del concelho de Oliveira do Hospital, con 14,19 km² de superficie y 574 habitantes (2001). Su densidad de población es de 40,5 hab/km².

## Galería

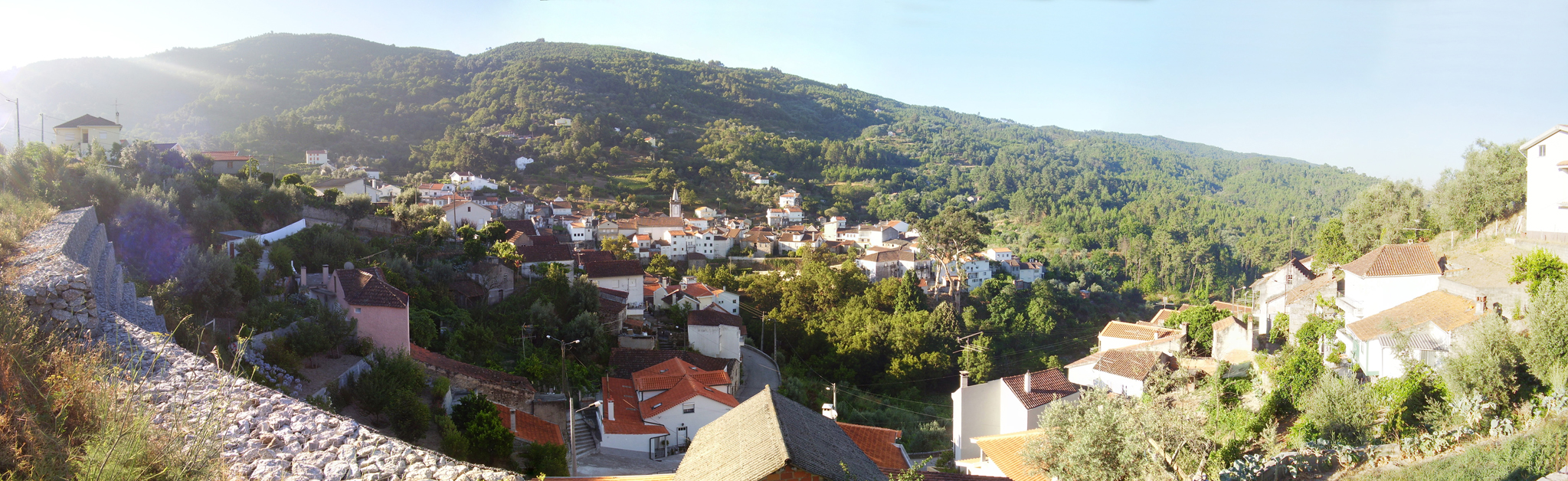
Panorámica de São Gião.